# مفصليات ثلاثية الفصوص
مفصليات ثلاثية الفصوص أو ثلاثية الفصوص أو الترايلوبيت (بالإنجليزية: Trilobite)‏ هي طائفة من مفصليات الأرجل تقع ضمن الأحفوريات البحرية المنقرضة. ظهرت الفصوص الأولى في سجل الحفريات خلال الفترة المبكرة من العصر الكامبري (540 مليون سنة) إلى العصر الديفوني، وهي جميعها كائنات بحرية.
ازدهرت خلال أول حقبة الباليوزي قبل أن تنخفض اعدادها ببطء إلى الانقراض، اختفى تماما في الانقراض الجماعى في نهاية العصر البرمي 250 مليون سنة
عندما ظهرت الفصوص للمرة الأولى كانت على درجة عالية من التنوع والتباعد الجغرافي. تمتاز بوجود ثلاثة أقسام طولية. وينقسم الجسم إلى الأقسام لمفصليات الأقدام وهي الرأس والصدر والذيل. وكذلك توجد أطراف مفصليه عديدة متصلة بالصدر والبطن. يمتاز الرأس بأنه نصف بيضاوي ينقسم إلى الجبهة وعلى جانبيها الخطوط وعلى كل خد الدرز تقع العين المركبة والنصف الخارجى متحرك ومحور إلى قرن استشعار. ويتكون الصدر من مجموعة الحلقات المفصلية ويختلف عدد الحلقات من 2 إلى 103 حلقات، وفي أغلب الأنواع يتراوح بين 16. أما الذيل فيتكون من منطقة وسطى ومنطقتين جانبيتين وتكون مجموعها مثلث الشكل.

## الوصف المادي
- الرأس: تتكون من أربعة أجزاء ملتحمة مع بعضها تماما
- الصدر: مؤلف من أجزاء مفصلية حرة تعبير.
- الذيل: يتكون من الأجزاء القليلة الأخيرة مندمجة مع التيلسون (اّخر فص من جسم القشريات)

الذيل لا يزال بدائي نوعا ما في أكثر الترايلوبيت. الصدر مرن انثنائي إلى حد ما. أحافير ترايلوبيت توجد متتابعة وذلك السلوك كان للحماية. للترايلوبيت زوج من قرون الاستشعار وارجل غير مشوهة (لا نتوئات صغيرة على جوانبه). لكل ساق مشي ستة أجزاء، مماثلة لتلك التي في المفصليات المبكرة.

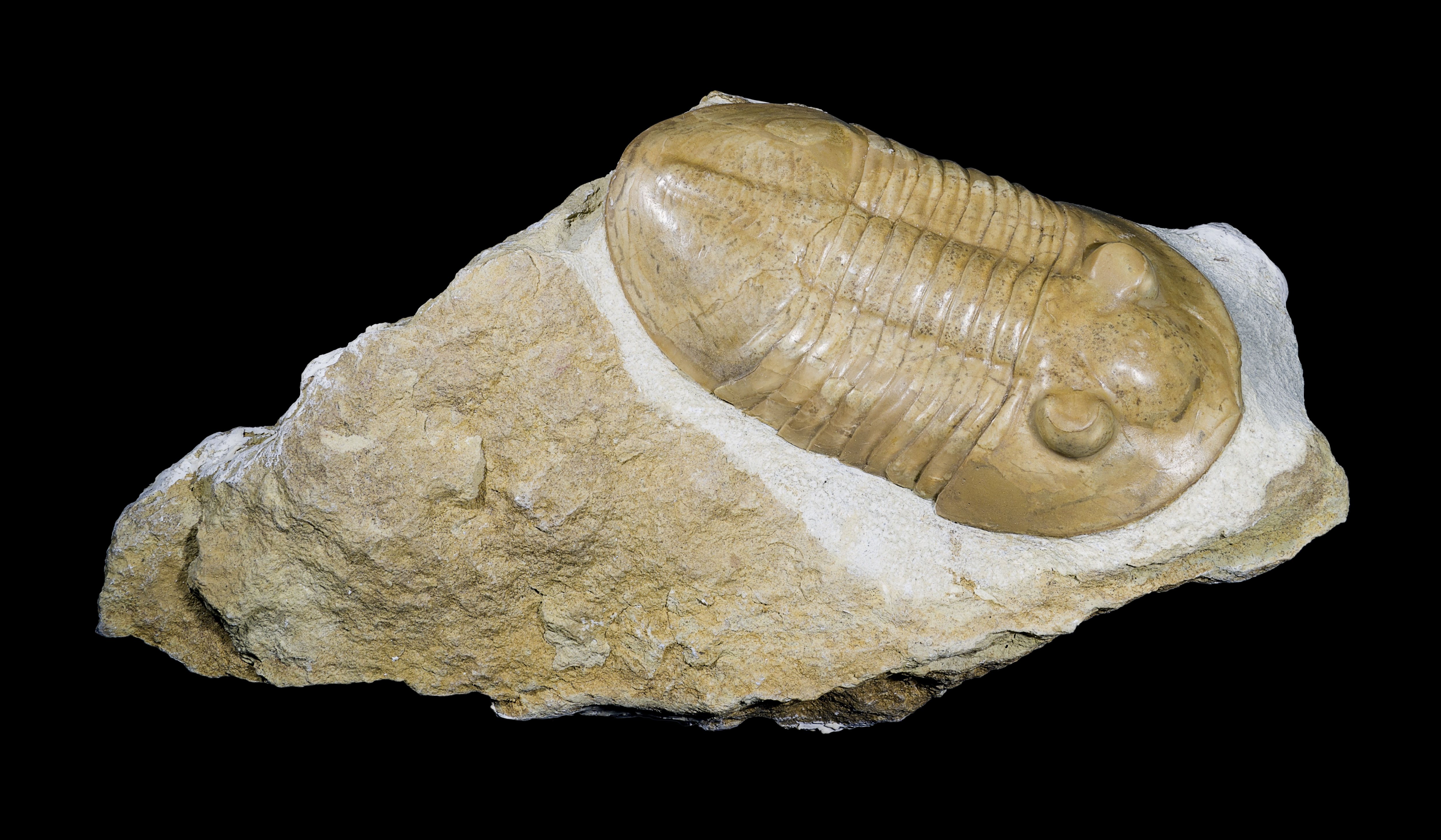
Pseudoasaphus praecurrens

حمل الجزء الأول ريشة – مثل شعيرات الخياشيم الصغيرة – والتي استخدمت للتنفس والسباحة. الاطراف يشملها تحدبات جانبية تسمى الفصوص الجانبية، تمتد للخارج من فص محوري مركزي الموقع وخلافا للاعتقاد الشائع فإن هذا التقسيم الثلاثي طوليا إلى الفص الأيمن والأيسر والفص المحوري هو الذي اعطى الترايلوبيت اسمه، وليس التقسيم إلى رأس وصدر وذيل. بعض ترايلوبيت كتلك من نوع ليشيدا تطورت إلى اشكال شائكة، ظهرت من عصر الاوردوفيشي حتى نهاية عصر ديفوني.
امثلة هذه النماذج تم العثور عليها في الحمر لاغداد تشكيل النيف في المغرب ولهواة جمع هذه التحف يجب أن نحذر من مشكلة تزوير وتزييف بعض هذه الأحافير من قبل كثير من المغربيين التي عرضت تجاريا. وعثر أيضا على هذه النماذج في سبينيد ترايلوبيت في غرب روسيا. أوكلاهوما، الولايات المتحدة الأمريكية، اونتاريو وكندا. هذه الاشكال الشائكة كانت دفاعية ردا على تطور ظهور الاسماك. لبعض ترايلوبيت قرون على رؤوسهم مماثلة لتلك في الخنافس الحديثة، استنادا إلى حجم وموقع وشكل القرون، تم ارجاح استخدام القرون إلى القتال لأجل الزواج، مماجعل ترايلوبيت أول النماذج في هذا السلوك.
وهذه الدراسة لا تشمل سوى أسرة رافيوفوريد، الاستنتاجات يمكن تطبيقها على فئات أخرى أيضا، مثل تريدينتاتي فاكوبيدي تريلوبيت واليسيروبس تريفوركاتوس. يتراوح طول ترايلوبيت من ملليمتر واحد إلى 72 سنتيمتر الحجم عادة سنتيمترين إلى سبعة سنتيمترات. أكبر تريلوبيت في العالم يسوتيلوس ركس، وجده عالم كندي في عام 1998 في صخور وردوفيتشيان على شواطئ خليج هدسون.

## الحواس
لكثير من الترايلوبيت عيون. وكذلك هوائيات(قرون استشعار) التي ربما استخدمت في التذوق والشم، بعض ترايلوبيت كان أعمى، فربما كونها تعيش في اعماق البحار منع الضوء من الوصول إليها. آخرون، مثل فاكوبس رنا كان كبير العين. عيون تريلوبيت عادة عيون مركبة، عدد العدسات في العين مختلف، إلا أن بعضها قد يحوي واحدة والبعض الآلاف من العدسات في العين الواحدة.في هذه العيون المركبة تترتب العدسات عادة بشكل سداسي.
- عيون هولوشروال: تحوي عدد كبير جدا من العدسات (أحيانا على 15,000) وتوجد في جميع أصناف تريلوبيت هذه العدسات تتراص بقرب معا بشكل سداسي ويلامس بعضها الآخر. غشاء القرنية واحدة يشمل جميع العدسات. هذه العيون لا تحوي الصلبة.
- عيون شيزوشروال: عادة العدسات اقل وأكبر (700)، وتوجد فقط في فاكوبيدا، العدسات منفصلة، مع كل عدسه قرنية والتي تتضخم إلى صلبة.
- عيون اباثوشروال: العدسات قليلة صغير (حوالي 70)، ولا توجد الا في يوديسكينا الكمباري الصلبة منفصلة عن القرنية.

## الانقراض
سبب انقراض الترايلوبيت ليس واضحا بدأت أعدادها في الانخفاض منذ وصول أول اسماك القرش وغيرها من الأسماك في أوائل العصر السيلوري والديفوني. فقد وفرت الترايلوبيت مصدرا غنيا للغذاء لهؤلاء الوافدين الجدد.